# Just Fine
Just Fine è un singolo della cantante statunitense Mary J. Blige, pubblicato nel 2007 ed estratto dal suo ottavo album in studio Growing Pains.

## Video musicale
Il video musicale è stato diretto da Chris Applebaum.

## Tracce
- CD Versione internazionale

1. Just Fine (Radio Edit) – 3:58
2. Just Fine (Main Version) – 4:18
3. Just Fine (Instrumental) – 4:18

## Classifiche
| Classifica (2007) | Posizione raggiunta |
| ----------------- | ------------------- |
| Regno Unito       | 16                  |
| Stati Uniti       | 22                  |